# Estación de Viladecans
Viladecans es un apeadero ferroviario situado en el municipio español de Viladecans en la provincia de Barcelona, comunidad autónoma de Cataluña. Dispone de servicios de Media Distancia. Forma parte también de las líneas R2 y R2 Sur de Cercanías Barcelona.

## Situación ferroviaria
La estación se encuentra en el punto kilométrico 664,2 de la línea férrea de ancho ibérico que une Madrid con Barcelona a 24 metros de altitud. El tramo es de vía doble y está electrificado. 

## Historia
Aunque el tramo de vía que cruza por la estación fue abierto al tráfico el 29 de diciembre de 1881 con la apertura del tramo Barcelona - Villanueva y la Geltrú de la línea férrea que buscaba unir Barcelona con Picamoixons-Valls, el apeadero se inauguró el 12 de octubre de 1991 por la presidenta de RENFE Mercè Sala.

## La estación
Viladecans posee un sencillo y funcional edificio para viajeros situado al final de la avenida de los Hermanos Gabrielistas, en la intersección con la autopista del Garraf. Se compone por dos andenes laterales cubiertos por marquesinas a los que acceden dos vías. Un paso subterráneo dotado de ascensor sirve para acceder de un andén a otro. 
En el exterior posee un aparcamiento y paradas de autobuses urbanos e interurbanos.

## Servicios ferroviarios

### Media Distancia
Los únicos servicios de Media Distancia que hacen parada en la estación enlazan Barcelona con Reus. 
| Línea MD | Trenes   | Origen/Destino |  | Destino/Origen | Equivalente Rodalies de Catalunya |
| -------- | -------- | -------------- |  | -------------- | --------------------------------- |
| 36       | Regional | Reus           |  | Barcelona      |                                   |

### Cercanías
Forma parte de las línea R2 sur (no todos los trenes de esta línea paran en esta estación, solo los que van a Villanueva y Geltrú) y R2 de Cercanías Barcelona operadas por Renfe Operadora. Es una de las estaciones que está en diferente zona según se aplique la distribución de la Autoridad del Transporte Metropolitano (1) o la de Rodalies de Catalunya (2).
| << cabecera                    | < estación | línea | estación >           | cabecera >>                   |
| ------------------------------ | ---------- | ----- | -------------------- | ----------------------------- |
| Rodalies de Catalunya de Renfe |            |       |                      |                               |
| Castelldefels                  | Gavá       |       | El Prat de Llobregat | Granollers Centro             |
| Villanueva y Geltrú            | Gavá       |       | El Prat de Llobregat | Barcelona-Estación de Francia |